# Лайла Юссіфу
Лайла Юссіфу (2 січня 1996 , Амстердам ) — нідерландська веслувальниця, срібна призерка Олімпійських ігор 2024 року, чемпіонка Європи, призерка чемпіонатів світу та Європи.

## Виступи на Олімпіадах
| Олімпіада  | Дисципліна     | Місце |
| ---------- | -------------- | ----- |
| Токіо 2020 | парні четвірки | 6     |
| Париж 2024 | парні четвірки | 2     |

## Зовнішні посилання
- Лейла Юссіфу на сайті FISA.